# Jampel Gyatso
Ne pas confondre avec le 8e dalaï-lama Jamphel Gyatso
Jampel Gyatso (tibétain འཇམ་དཔལ་རྒྱ་མཚོ, Wylie : ’jam dpal rgya mtsho, né en 1938 à Bathang) est un écrivain tibétain.
En tant que traducteur du 10e panchen-lama, Jampel Gyatso est l'auteur du livre « Panchen Master ». Le livre est publié pour la première fois par « Oriental Publishing House » en 1989 et remporte le premier prix de littérature biographique chinoise « Coupe Orientale du livre exceptionnel de littérature biographique », mais a ensuite été interdit. Plus tard, le Hong Kong Open Magazine a publié ce livre séparément en 1999 sous le titre « Le héros tragique Panchen Lama ».